# Шампињон
Шампињон (Аgaricus bisporus) је врста печурака, квалитетна јестива гљива, дивљи предак и еквивалент гајених шампињона. Може да расте у великом броју и налази се највише на отпадном земљишту и ђубриштима називају се и крањоли.

## Станиште и сезона раста
Расте на ђубришту и покрај путева, понекад у живим оградама и на малим плантажама, али врло ретко у трави. Шампињони расту од почетка до краја лета.

## Идентификација
Клобук је пречника 5-10 cm, има облик дугмета, а пред отварање је скоро раван. На површини има пахуљасте љуспице. Боја варира од беличасте до браон. Стабљика је дуга 3-5 cm и беле је боје, са изразитим прстеном испод клобука. Листићи су ружичасти, а старењем потамне. Месо је бело, временом постаје црвенкасто и има изразит печуркасти мирис. Отисак спора је браон.
Једно од најважнијих правила код брања гљива је да се млади, неразвијени примерци не беру, јер их није поуздано детерминисати. На пример, неразвијени шампињон и сунчаница у тој фази могу се заменити са једном од најотровнијих гљива на свету - зелена пупавка (Amanita phalloides).

## Употреба у исхрани
Шампињон је јестива гљива, квалитетна, врло је укусна и пријатног гљивљег мириса.

### Чување
Шампињон је мала печурка и добро се суши, било цела или исецкана на кришке. 

### Припрема у кулинарству
Како ова печурка често расте на ђубриштима или на грубом земљишту, најбоље је да се клобук темељно очисти, одсецањем базе стабљике и њеним пресецањем.

## Отровне врсте које се могу помешати са шампињоном
- Зелена пупавка
- Отровна рудњача